# NK Domžale

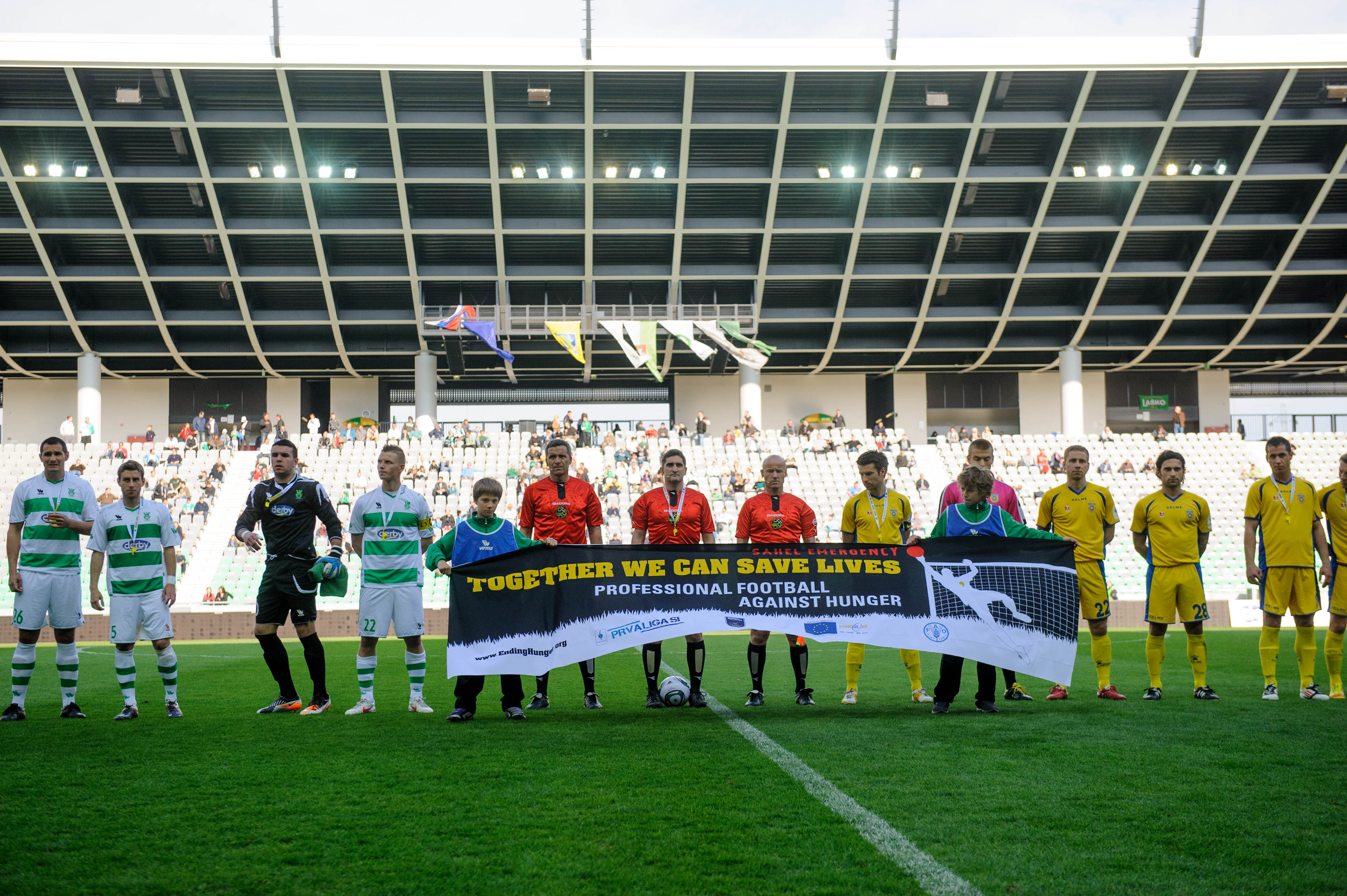
Olimpija - Domžale en la Prva SNL 2011/12 en el Stožice Stadium

El NK Domžale (en inglés: Domžale Football Club) es un club de fútbol de Eslovenia, de la ciudad de Domžale. Fue fundado en 1920 y juega en la Prva SNL.

## Estadio
Su estadio, el Domžale Sports Park fue construido en 1948. Fue remodelado en 1997 y modernizado en 1999.

## Jugadores

### Jugadores destacados
| - Sebastjan Cimirotič - Džengis Čavušević - Luka Elsner - Samir Handanovič - Branko Ilič - Andraž Kirm - Zlatan Ljubijankič - Damir Pekič - Ermin Rakovič - Dalibor Stevanovič - Jovan Vidović - Haris Vučkić - Janez Zavrl | - Josh Parker - Juninho - Drago Gabrić - Ivan Knezović - Zeni Husmani - Stanislav Namașco - Draško Božović - Sunday Chibuike |

## Palmarés

### Torneos nacionales
- Prva SNL (2): 2006–07, 2007–08
- 1. SNL (1): 2002–03
- Copa de Eslovenia (2): 2010–11, 2016-17
- Slovenian Supercup (2): 2007, 2011

## Participación en competiciones de la UEFA
| Temporada | Torneo                   | Ronda            | Club                | Casa | Visita     | Global  |
| --------- | ------------------------ | ---------------- | ------------------- | ---- | ---------- | ------- |
| 2005–06   | UEFA Cup                 | Clasificatoria 1 | Domagnano           | 3–0  | 5–0        | 8–0     |
| 2005–06   | UEFA Cup                 | Clasificatoria 2 | Ashdod              | 1–1  | 2–2        | 3–3 (a) |
| 2005–06   | UEFA Cup                 | 1                | Stuttgart           | 1–0  | 0–2        | 1–2     |
| 2006–07   | UEFA Cup                 | Clasificatoria 1 | Orašje              | 5–0  | 2–0        | 7–0     |
| 2006–07   | UEFA Cup                 | Clasificatoria 2 | Hapoel Tel Aviv     | 0–3  | 2–1        | 2–4     |
| 2007–08   | UEFA Champions League    | Clasificatoria 1 | KF Tirana           | 1–0  | 2–1        | 3–1     |
| 2007–08   | UEFA Champions League    | Clasificatoria 2 | Dinamo Zagreb       | 1–2  | 1–3        | 2–5     |
| 2008–09   | UEFA Champions League    | Clasificatoria 1 | F91 Dudelange       | 2–0  | 1–0        | 3–0     |
| 2008–09   | UEFA Champions League    | Clasificatoria 2 | Dinamo Zagreb       | 0–3  | 2–3        | 2–6     |
| 2011–12   | UEFA Europa League       | Clasificatoria 2 | Split               | 1–2  | 1–3        | 2–5     |
| 2013–14   | UEFA Europa League       | Clasificatoria 1 | Astra Giurgiu       | 0–1  | 0–2        | 0–3     |
| 2015–16   | UEFA Europa League       | Clasificatoria 1 | Čukarički           | 0–1  | 0–0        | 0–1     |
| 2016–17   | UEFA Europa League       | Clasificatoria 1 | Lusitanos           | 3–1  | 2–1        | 5–2     |
| 2016–17   | UEFA Europa League       | Clasificatoria 2 | Shakhtyor Soligorsk | 2–1  | 1–1        | 3–2     |
| 2016–17   | UEFA Europa League       | Clasificatoria 3 | West Ham United     | 2–1  | 0–3        | 2–4     |
| 2017–18   | Europa League            | Clasificatoria 1 | Flora Tallinn       | 2–0  | 3–2        | 5–2     |
| 2017–18   | Europa League            | Clasificatoria 2 | Valur               | 3–2  | 2–1        | 5–3     |
| 2017–18   | Europa League            | Clasificatoria 3 | SC Friburgo         | 2–0  | 0–1        | 2–1     |
| 2017–18   | Europa League            | Playoff          | Marseille           | 1–1  | 0–3        | 1–4     |
| 2018–19   | Europa League            | Clasificatoria 1 | Široki Brijeg       | 1–1  | 2–2        | 3–3 (a) |
| 2018–19   | Europa League            | Clasificatoria 2 | Ufa                 | 1–1  | 0–0        | 1–1 (a) |
| 2019–20   | Europa League            | Clasificatoria 1 | Balzan              | 1–0  | 4–3        | 5–3     |
| 2019–20   | Europa League            | Clasificatoria 2 | Malmö               | 2–2  | 2–3        | 4–5     |
| 2021–22   | Europa Conference League | Clasificatoria 1 | Swift Hesperange    | 1–0  | 1–1        | 2–1     |
| 2021–22   | Europa Conference League | Clasificatoria 2 | Honka               | 1–1  | 1–0        | 2–1     |
| 2021–22   | Europa Conference League | Clasificatoria 3 | Rosenborg           | 1–2  | 1–6        | 2–8     |
| 2023–24   | UEFA Europa League       | Clasificatoria 2 | Balzan              | 1–4  | 3–1 (t.e.) | 4–5     |

### Récord europeo
| Torneo                      | J  | G  | E  | P  | GF | GC | Última aparición |
| --------------------------- | -- | -- | -- | -- | -- | -- | ---------------- |
| UEFA Champions League       | 8  | 4  | 0  | 4  | 10 | 12 | 2008–09          |
| UEFA Cup UEFA Europa League | 38 | 17 | 10 | 11 | 59 | 48 | 2019–20          |
| Europa Conference League    | 8  | 3  | 2  | 3  | 10 | 15 | 2023-24          |
| Total                       | 54 | 24 | 12 | 18 | 79 | 75 | 2023-24          |